# A–Tirador Láser
A–Tirador Láser fue una banda argentina de pop - rock, formada por Lucas Martí y Nahuel Vecino en 1994, con varios cambios de formación, hasta su separación en 2004.

## Biografía
Nahuel Vecino y Lucas Martí nacieron en Buenos Aires, en 1977 y 1978 respectivamente. Sus padres (Hilda y Ricardo, de Nahuel; Eduardo y Mercedes, de Lucas) eran amigos, y de esta forma se llegaron a conocer. A los 11 años comenzaron a interesarse por la música. Martí desempolvó una vieja guitarra de papá Eduardo, la misma que éste usó para tocar con "Pacífico", grupo hippie al que éste había pertenecido durante los años 70s. Nahuel consiguió que su hermano mayor, Baltazar (músico en ese momento), le prestara un bajo. Los dos son músicos autodidactas. Zapadas electrónicas, rarezas inspiradas en referentes como The Residents, la existencia de Illya Kuryaki and the Valderramas (banda integrada por el hermano mayor de Lucas, Emmanuel Horvilleur) y amistades con personajes como Roberto Conlazo del Burt Reynolds Ensamble, se transformaron en disparadores para pensar en un grupo propio.
En 1994, Baltazar, les ofreció tocar como banda soporte de su grupo y así surgió A–Tirador Láser. En sus inicios eran cuatro: Lucas Martí (guitarra), Nahuel Vecino (bajo), Patricio Moses (batería) y El Hippie Luis (voz). Este último luego se alejó del grupo, lugar que ocupó Valentino Spinetta, quien también se fue rápidamente, y tras realizar una extensa búsqueda de cantante, Lucas comenzó a cantar. Luego fueron banda soporte en el concierto de Illya Kuryaki en Obras, para el cual invitaron como tecladista a Capri.
En 1995 Fernando Samalea invitó a Lucas a participar del proyecto Montecarlo Jazz Ensamble como programador de secuencias y también le propuso al grupo grabar una canción: "Las patadas de 7 dragones", el primero que quedó registrado en un disco. Además durante la grabación se les presentó la oportunidad de grabar el primer álbum. En 1996 iniciaron la grabación, con la colaboración de Nico Cota (teclados), Ariel Aguisky (teclados) y Ana Álvarez de Toledo (coros). Así surgió Tropas de bronce, un compilado de canciones que mezclan varios estilos.
Al año siguiente, Moses se alejó del grupo y el dúo se presentó en el Festival Buenos Aires Vivo 97, junto a Illya Kuryaki. Al mismo tiempo surgió el video de "Sus ramas", dirigido por Emmanuel Horvilleur. Ahora Fernando Samalea se integraba al grupo. Luego grabaron Sunburst (1998), disco en el cual participó Juan Carlos Fontana como músico invitado en 4 canciones. Este álbum incluye "Es parte de mí" y "Cómo está la gente". Su presentación oficial fue en el Ave Porco. También se presentaron en el ciclo Buenos Aires No Duerme 2 y el grupo invitó a tocar a Fernando Kabusacki (de Los Gauchos Alemanes) con quien realizaron varios conciertos hasta enero de 1999 en el Hard Rock Café.
Tras la partida de Samalea, la banda se presentó en el Buenos Aires Supernova edición ‘99, en el Teatro de la Ribera en La Boca. Comenzaron el 2000 con una presentación en el Canal de la Música, en un especial de una hora donde aparecen los nuevos temas, con invitados como Migue García (teclados), Sergio Verdinelli (batería) y Emmanuel Horvilleur (segunda guitarra y coros). Iniciaron una gira por el sur del país junto a Divididos. Más tarde grabaron la canción "Moderno infinito", junto a Yul Acri, que luego pasa a formar parte de la banda en los teclados. También se unen Migue García en piano y Marcelo Baraj en batería.
Por motivos artísticos, en septiembre Nahuel Vecino deja la banda y se suman Paco Arancibia (bajo) y Lucas Totino (segunda guitarra). Así participaron en el festival Primavera Alternativa. Surgen los compilados del Festival buen día 2001 y Música para peluquerías donde participan con las canciones "Mala onda" y "Moderno en infinito". Al mismo tiempo despiden el año con dos recitales presentación de Braiatan, uno de ellos en el Canal de la Música.
En el 2001 participaron del Buenos Aires Hot Festival, en el cual se presentaron junto a Beck y R.E.M., y en el ciclo Verano Buenos Aires. Luego del lanzamiento de Braiatan, iniciaron una mini gira por la costa con Carca y María Gabriela Epumer. A fines del año 2002 presentan su disco Otro rosa, CD compuesto por 17 canciones, grabado entre las ciudades de Madrid y Buenos Aires, con Fernando Samalea, Claudio Cardone y Ricardo Mollo como invitados sobresalientes. El corte de difusión fue "Rasante oscuridad". Se presenta oficialmente en el teatro N/D Ateneo, con una escenografía realizada por Nahuel Vecino y Javier Barilaro y las animaciones a cargo de Félix. El concierto fue emotivo, con una sección acústica y contó con Claudio Cardone y Yuliano Acri como invitados.
En el año 2004, con el nombre de "Tirador Láser", aparece El título es secreto, el quinto disco, editado por el sello Los Años Luz Discos. El álbum se presenta en el Teatro Alvear el 24 de agosto. El 19 de noviembre de ese año, en el teatro del Centro Cultural Borges, la banda toca por última vez, anunciándolo una vez arriba del escenario, para sorpresa de los presentes. Como últimos actos, se reedita Otro rosa por Pelo Music y salen los videos de "Te lo explico", grabado en vivo en Avesexua, en el cumpleaños número 26 de Lucas, y el de "Se acabó", grabado en el zoológico de Buenos Aires a dúo con Marcelo Zeoli de Los Látigos.

### Formación original
- Lucas Martí - Guitarra y voz (1994-2004)
- Nahuel Vecino - Bajo (1994-2000)
- Patricio Moses - Batería (1994-1997)

### Otros miembros
- Fernando Samalea - Batería (1998-1999)
- Migue García - Teclados, piano Wurlitzer y voz (1999-2004)
- Marcelo Baraj - Batería (2000-2004)
- Yuliano Acri - Teclados
- Paco Arancibia - Bajo y coros (2000-2004)
- Lucas Totino - Guitarra
- Darío Calequi - Teclados (2003-2004)

## Discografía
- Tropas de Bronce (1996)
- Sunburst (1998)
- Braiatan (2001)
- Otro rosa (2002)
- El título es secreto (2004)